# Cynoscion xanthulus
Cynoscion xanthulus es una especie de pez de la familia Sciaenidae en el orden de los Perciformes.

## Morfología
• Los machos pueden llegar alcanzar los 129 cm de longitud total y 24,6 kg de peso.

## Hábitat
Es un pez de clima tropical (33°N-14°N) y bentopelgicó.

## Distribución geográfica
Se encuentra en el Pacífico oriental: México. Ha sido introducido en las aguas altamente salinas de Salton Sea (sur de California, los Estados Unidos ).

## Observaciones
Es inofensivo para los humanos.